# Chaim Leib Pekeris
Chaim Leib Pekeris (Alytus, Lituânia, 15 de junho de 1908 — Rehovot, Israel, 24 de fevereiro de 1993) foi um físico e matemático estadunidense e israelense.
Contribuiu com trabalhos fundamentais para a geofísica e a teoria espectral de átomos de vários elétrons, em particular o átomo hélio. Foi um dos projetistas do primeiro computador de Israel, o WEIZAC.

## Biografia
Pekeris nasceu em Alytus, Lituânia. Com a ajuda de seu tio, Pekeris e seus dois irmãos imigraram para os Estados Unidos ca. 1925. Em 1925 entrou no Instituto de Tecnologia de Massachusetts (MIT), com graduação em 1929 como B.Sc. em meteorologia. Obteve o Sc.D. no MIT em 1933.
Em 1934 Pekeris tornou-se membro da faculdade do MIT como instrutor de geofísica no Departamento de Geologia. Obteve a cidadania estadunidense em 1938. Pekeris ficou no MIT até 1941, quando foi para os Laboratórios Hudson da Universidade Columbia, a fim de realizar pesquisas militares. Em 1946 ingressou no Instituto de Estudos Avançados de Princeton. Teddy Kollek disse: "Deixe-me simplesmente dizer que Chaim Pekeris desempenhou um papel muito significativo no estabelecimento do Estado de Israel"." Pekeris mudou-se para Israel em 1948 e ingressou no Instituto Weizmann da Ciência como chefe do Departamento de Matemática Aplicada em 1949.

## Prêmios e condecorações
- Rockefeller Fellow (1934)
- Guggenheim Fellowship (1946)[4]
- Membro da Academia Nacional de Ciências dos Estados Unidos (1972)
- Prêmio Vetlesen (1974)
- Medalha de Ouro da Royal Astronomical Society (1980)
- Prêmio Israel de física (1980)[5]